# Genki Ishisaka
Genki Ishisaka (født 2. juli 1993) er en japansk fodboldspiller.
Han har spillet for flere forskellige klubber i sin karriere, herunder Kataller Toyama.